# Mario Milita
Mario Milita (Cori, 26 giugno 1923 – Roma, 22 agosto 2017) è stato un doppiatore e attore italiano, noto soprattutto per la voce italiana di Abraham Simpson nella serie animata I Simpson.

## Biografia
Iniziò gli studi presso il Centro sperimentale di cinematografia che poi abbandonò quando fu chiamato al fronte. È stato attivo come attore sia in teatro che sugli schermi. Come doppiatore, prestò la sua voce a molti attori, tra cui Brian Doyle-Murray, Desmond Llewelyn ed Ed Williams e prestò la voce a vari personaggi dei cartoni animati: fra gli altri, Fred Flintstone ne Gli antenati, Mr. Magoo nella serie omonima e Abraham "Nonno" Simpson ne I Simpson, a cui diede la voce per 21 anni.
Lavorò in radio negli sceneggiati Diabolik (2002) e Mata Hari (2003), entrambi trasmessi su Radio 2.
Nel 2008 si aggiudicò il premio alla Carriera al Gran Premio Internazionale del Doppiaggio.
Negli ultimi anni di carriera aveva cominciato ad accusare problemi alla voce, che si fece man mano più flebile; lasciò l'attività nell'estate del 2012.
È morto a Roma il 22 agosto 2017, all'età di 94 anni.

## Filmografia

### Cinema
- Montecassino, regia di Arturo Gemmiti (1946)
- Non ho paura di vivere, regia di Fabrizio Taglioni (1952)
- Ultimatum alla vita, regia di Renato Polselli (1961)
- La jena di Londra, regia di Gino Mangini (1964)
- I criminali della metropoli, regia di Gino Mangini (1967)
- Non ho tempo, regia di Ansano Giannarelli (1973)

### Televisione
- Diagnosi, regia di Mario Caiano – miniserie TV (1975)
- Pronto soccorso, regia di Francesco Massaro – miniserie TV (1992)
- La scalata, regia di Vittorio Sindoni – miniserie TV (1993)
- Non lasciamoci più – serie TV, episodio 5 (1999)
- Lo zio d'America – serie TV (2002)
- Stiamo bene insieme – serie TV, episodio 11 (2002)
- Il mondo è meraviglioso, regia di Vittorio Sindoni – film TV (2005)

#### Prosa televisiva Rai
- Gente tutto cuore di Ermanno Carsana, regia di Luigi Pascutti, trasmessa l'11 agosto 1964.

## Doppiaggio

### Film
- Burgess Meredith in  L'assoluzione, La storia di Babbo Natale, Rocky V, Stato di grazia
- Bill Erwin in Mamma, ho perso l'aereo, Cosa fare a Denver quando sei morto, Fino all'inferno
- Brian Doyle-Murray in Indiavolato, Snow Dogs - 8 cani sotto zero
- Desmond Llewelyn in Moonraker - Operazione spazio, 007 - Bersaglio mobile
- Ed Williams in Una pallottola spuntata 2½ - L'odore della paura, Una pallottola spuntata 33⅓ - L'insulto finale
- Richard Hamilton in Men in Black, Le parole che non ti ho detto
- Scatman Crothers in Qualcuno volò sul nido del cuculo, Wagons-lits con omicidi
- Gianfranco Barra in La maschera, La partita
- Will Hare in Natale di sangue, Ritorno al futuro
- Hugh Griffith in La volpe
- Pietro Francescato ne L'inceneritore
- Eli Wallach in Tentazioni d'amore
- Lee Strasberg in ...e giustizia per tutti
- Murray Mosten in Taxi Driver
- Fred Krause in Mamma, ho riperso l'aereo: mi sono smarrito a New York
- Art Carney in Last Action Hero - L'ultimo grande eroe
- Feodor Chaliapin, Jr. in Lettere d'amore
- Sam Jaffe in Orizzonte perduto (ridoppiaggio)
- Henryk Bista in Schindler's List - La lista di Schindler
- Roberts Blossom in Pronti a morire
- Thayer David in Rocky
- Ben Astar in Blade Runner
- Bill Zuckert in Ace Ventura - L'acchiappanimali
- Wilford Brimley in Avventurieri ai confini del mondo
- Pietro Zardini ne Il marchese del Grillo
- Aristide Caporale in Amori, letti e tradimenti
- Philippe Hersent in Nina
- Richard Ward in Brubaker
- Jack Warden in Toys - Giocattoli
- Piet Romer in L'ascensore
- Clemens Scheitz ne La ballata di Stroszek
- Tom Rickettsin in Dopo l'uomo ombra
- Kokuten Kodo ne I sette samurai
- Karol L. Zachar in I tre capelli d'oro
- Ikio Sawamura in Watang! Nel favoloso impero dei mostri
- Zeko Nakamura in Godzilla contro i giganti
- Angelo Boscariol in Agenzia Riccardo Finzi... praticamente detective
- Forrester Harvey in L'uomo invisibile
- Marc Lawrence in Looney Tunes: Back in Action
- Leonard Jackson, Michael Shamus Wiles e Bill Henderson in Ipotesi di complotto
- Voce Narrante in Interceptor - Il guerriero della strada

### Serie televisive
- Scatman Crothers in Radici
- Tom Bosley in La signora in giallo
- Albert Salmi in I ragazzi della prateria
- Eric Porter in Le avventure di Sherlock Holmes
- Redd Foxx in Sanford and son (st. 1)
- Jack Elam in Lucky Luke
- Armando Calvo in Rosa selvaggia
- Mario Lago in Dancin' Days
- Tomás Henríquez in Leonela
- Michael Fairman in Cold Case - Delitti irrisolti

### Film d'animazione
- Louis Kalhern "Lou" "Nonno" Pickles II in Rugrats - Il film, I Rugrats a Parigi - Il film, I Rugrats nella giungla
- Geremia Lettiga in Alan Ford e il gruppo TNT contro Superciuk
- Vecchio prigioniero in Il gobbo di Notre Dame
- Cittadino di Tebe in Hercules
- Sparky in Lilli e il vagabondo II - Il cucciolo ribelle
- Abraham Simpson ne I Simpson - Il film
- Fred Flintstone in I pronipoti incontrano gli antenati
- Barbalbero ne  Il Signore degli Anelli[2]
- Herbert ne La storia segreta di Stewie Griffin
- L'indovino Prolix in Asterix e la grande guerra
- Ebenezer Scrooge (Zio Paperone) in  Canto di Natale di Topolino (1° doppiaggio)
- Politico durante una riunione in Akira
- Dottore in Balto

### Serie animate
- Fred Flintstone ne Gli antenati, Il nuovo Fred e Barney Show
- Mokutaru e nonno di Goro in Sampei[3]
- Voce narrante e dottor Harada in Holly e Benji - Due fuoriclasse
- Abraham Simpson da vecchio (st. 1-22) e da giovane (st. 1-21) ne I Simpson
- Herbert (st.1-9) e Francis Griffin (st.2-4) ne I Griffin
- Nonno del nonno di Stan e nonno di Cartman in South Park[2]
- Abramo in In principio: Storie dalla Bibbia
- Hilton (1ª voce) in Muppet Show[2]
- Louis Kalhern "Lou" "Nonno" Pickles II in I Rugrats
- Mumm-Ra in Thundercats
- Nonno Pig in Peppa Pig (st.3)
- Nonno di Titeuf (1ª voce) in Titeuf
- Gennai in Digimon Adventure
- Megatron e Soundwave in Transformers
- preside della scuola in Cuore
- Sherman in BraveStarr[2]
- Sig. Flange in Candy Candy
- Sig. Morton in Flo la piccola Robinson
- Sig. Wilson in Georgie
- Toro che ride in Cowboy Bebop
- Vari personaggi in The Jackson 5ive- la serie animata

### Videogiochi
- Nonno Abraham Simpson ne I Simpson - Il videogioco
- Fachiro in Aladdin: La vendetta di Nasira

## Radio
- dottor Moret in Diabolik - Il re del terrore (Rai Radio 2, 2002)
- clochard di Parigi in Mata Hari (Rai Radio 2, 2003)